# Kuifpapegaaiduiker
De kuifpapegaaiduiker (Fratercula cirrhata) is een vogel uit de familie van de alken (Alcidae).

## Uiterlijk
De kuifpapegaaiduiker wordt ongeveer 30 centimeter lang, heeft zwarte veren, een wit masker en een forse, oranje snavel. De gele kuiven, waaraan de vogel zijn naam dankt, heeft deze echter enkel in het broedseizoen.

## Voedsel
De vogels vangen hun voedsel door op zee naar vis te duiken, ook eten volwassen vogels wel kreeften en andere zeedieren. Het voedsel wordt vaak gevangen in gebieden, die tamelijk ver van hun broedplaatsen afliggen. De winters brengen de vogels vooral op open zee door. De vogels leven en vissen in groepen; vissende groepen bestaan vaak uit ongeveer tien tot vijfentwintig vogels.

## Voortplanting
De vogels broeden vooral op geïsoleerde eilanden en broeden in kolonies. De grootste kolonie is te vinden op het eiland Talan in de Zee van Okhotsk; hier zijn meer dan een miljoen nesten te vinden.  De nesten van de vogels bestaan meestal uit een simpel kuiltje, dat de vogels met hun snavel of poten maken en bekleed wordt met veren en delen van planten. De vogels leggen meestal één ei, gewoonlijk in juni. Het ei wordt zo'n vijfenveertig dagen bebroed, waarbij de ouders elkaar afwisselen. Nadat het jong uit het ei is gekomen, duurt het nog zo’n veertig tot vijfenvijftig dagen voordat het uitvliegt.

## Verspreiding en leefgebied
De vogel leeft in het noordelijke deel van de Grote Oceaan. Van noord naar zuid reikt het leefgebied van het noordpoolgebied tot aan Californië.
De vogel is drie keer als dwaalgast waargenomen in de westelijke Palearctis: in juni 1994 bij de monding van de rivier de Lagan in Zweden, in september 2009 nabij de kust van het Engelse graafschap Kent en in juni 2010 nabij het Noorse dorp Nesseby. 

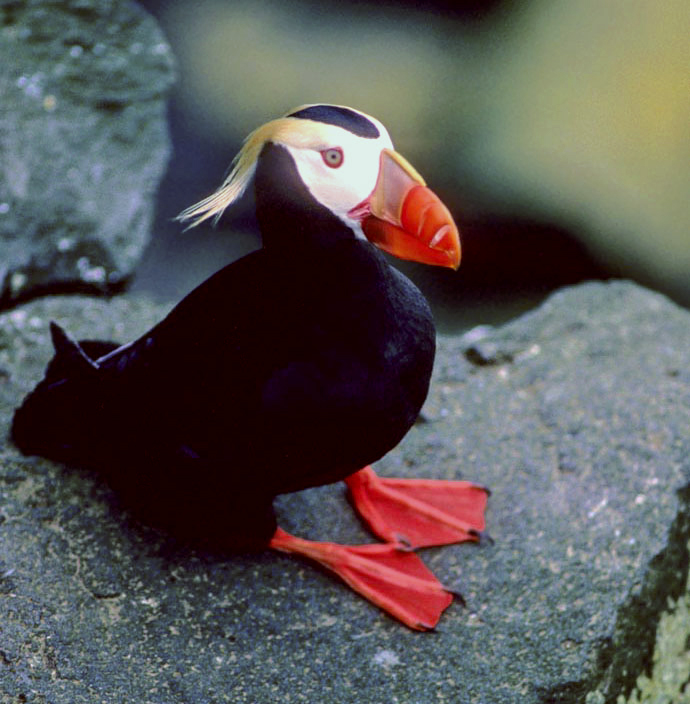
De gele kuif

## Status
De grootte van de populatie is in 1996 geschat op 2,3 miljoen volwassen vogels. Op de Rode lijst van de IUCN heeft deze soort de status niet bedreigd.